# Josemir Lujambio
Josemir Lujambio Llanes (Durazno, 25 de septiembre de 1971) es un exfutbolista uruguayo. Jugaba de delantero y su último club fue Porongos.

## Trayectoria

### Clubes
Hizo las inferiores en el club Champagnat de Durazno, donde debutó en el equipo principal que disputaba el torneo de la segunda división de la ciudad. Luego de dos años pasa al equipo de Wanderers de su ciudad, donde estaría un año.
En 1991 comienza su trayectoria como profesional, en Defensor Sporting de Montevideo, club con el que se consagra campeón uruguayo. Luego pasó al Club Atlético Bella Vista. 
Estuvo en 1994 seis meses en el Club Sport Marítimo de Venezuela, luego de lo cual estuvo unos meses sin equipo. Volvió a  jugar a fines de ese año en Sudamérica de Montevideo, club con el que logró el ascenso a primera división ese año y una clasificación a la Copa Conmebol del año siguiente. 
En 1996 se fue a Argentina para jugar en Huracán Corrientes. En 1997 pasa a jugar a Newell's Old Boys de Rosario. 
Emigró hacia España para jugar en Rayo Vallecano en 1998, club en el que disputa únicamente seis partidos. 
En 1999 retorna a Uruguay para unirse a las filas de Peñarol, club en el que solo disputa la primera mitad del año. 
Ese mismo año se va a Belgrano de Córdoba, club en que permanecería dos años y medio y del que se declara hincha. En el 2001 pasó a Banfield, donde tiene una gran temporada logrando salvar al equipo del descenso.
En el año 2002 comienza su paso por México en Querétaro Fútbol Club y en 2003 pasa a jugar al Club Celaya. 
Al año siguiente vuelve a su país con la idea de abandonar el fútbol. Estuvo once meses alejado de las canchas pero es tentado en 2005 por el técnico de Instituto de Córdoba Luis Garisto (quien lo había dirigido en Banfield). Juega seis meses en el equipo cordobés, que logra salvarse del descenso. Tiene luego su segundo pasaje por Banfield. En el 2007 firma contrato con Club Olimpo y en 2008 llega a Club Atlético Tucumán, club con el que consigue el campeonato de Nacional B 2008/09, logrando así el ascenso a Primera División A del Fútbol Argentino. 

### Retirada deportiva y años posteriores
En el 2010 se retira del fútbol profesional, para dedicarse a su emprendimiento personal, "Cabañas Gallos Blancos", a orillas del Salsipuedes, a 11 km de la ciudad de Paso de los Toros.
En 2011 Fabián O'Neill le ofrece jugar en Defensor de Paso de los Toros, por lo que vuelve a las canchas. Al año siguiente disputó la Copa Nacional de Selecciones con Paso de los Toros.
Desde su retiro profesional declaró en distintas oportunidades que para él el fútbol siempre fue un trabajo más: "Jugar al fútbol no era lo que me gustaba, lo tomaba como un trabajo y trataba de dar lo mejor, pero no era feliz en una cancha. Hoy soy feliz arriba de un caballo, plantando y recorriendo el campo”.

### Selección
Fue citado en 1990 a la Selección sub-18. Disputó el año siguiente el Campeonato Sudamericano Sub-20 de 1991 y la Copa Mundial de Fútbol Juvenil de 1991.
Con la selección mayor disputó cinco encuentros, uno de ellos por la Copa América 1997 y cuatro por la Clasificación de Conmebol para la Copa Mundial de Fútbol de 1998.

## Clubes
| Club                         | País      | Año       | Goles |
| ---------------------------- | --------- | --------- | ----- |
| Champagnat (Durazno)         | Uruguay   | 1988-1989 |       |
| Wanderers (Durazno)          | Uruguay   | 1990      |       |
| Defensor Sporting            | Uruguay   | 1991-1992 |       |
| Bella Vista                  | Uruguay   | 1993      |       |
| Sport Marítimo               | Venezuela | 1994      | 7     |
| Sud América                  | Uruguay   | 1995      |       |
| Huracán de Corrientes        | Argentina | 1996-1997 |       |
| Newell's Old Boys            | Argentina | 1997-1998 |       |
| Rayo Vallecano               | España    | 1998      |       |
| Peñarol                      | Uruguay   | 1999      |       |
| Belgrano de Córdoba          | Argentina | 1999-2001 |       |
| Banfield                     | Argentina | 2001-2002 | 17    |
| Querétaro                    | México    | 2002-2003 | 9     |
| Club Celaya                  | México    | 2003-2004 | 11    |
| Instituto de Córdoba         | Argentina | 2005      | 9     |
| Banfield                     | Argentina | 2005-2007 | 15    |
| Olimpo                       | Argentina | 2007-2008 | 11    |
| Atlético Tucumán             | Argentina | 2008-2009 | 7     |
| Defensor (Paso de los Toros) | Uruguay   | 2011      | 7     |
| Porongos                     | Uruguay   | 2012      | 5     |

## Palmarés

### Torneos locales
| Título                       | Club                  | País      | Año  |
| ---------------------------- | --------------------- | --------- | ---- |
| Primera División             | Defensor Sporting     | Uruguay   | 1991 |
| Segunda División Profesional | Sud América           | Uruguay   | 1994 |
| Segunda División             | Huracán de Corrientes | Argentina | 1996 |
| Segunda División             | Atlético Tucumán      | Argentina | 2009 |